# Intel Arc
Intel Arc es una serie de unidades de procesamiento de gráficos diseñada por Intel y basadas en la arquitectura Xe. Estas GPU son comercializadas principalmente para el mercado de videojuegos de PC. La marca también cubre el software y los servicios para gráficos de consumo de Intel.
Intel Arc compite con las líneas GeForce de Nvidia y Radeon de AMD. La serie Arc-A para portátiles se lanzó el 30 de marzo de 2022, indicando que las series Arc 5 y 7 se lanzarían "más tarde en el verano de ese mismo año". Sin embargo, Intel no cumplió con su objetivo de lanzamiento inicial del segundo trimestre de 2022, ya que mayoría de las GPU Arc de tipo tarjetas gráficas discretas no se lanzarían sino hasta octubre de 2022.
La versión para estaciones de trabajo, Intel Arc Pro, se lanzaría oficialmente el 8 de agosto de 2022.

## Etimología
Según Intel, la marca lleva ese nombre a partir del concepto de arcos narrativos que se encuentran en los videojuegos y otras historias (del inglés "narrative arc"). Cada generación de Arc lleva el nombre de cada letra del alfabeto latino en orden ascendente, comenzando con la A, luego B, luego C, y así sucesivamente. La primera generación se llama "Alchemist" (alquimista), mientras que "Battlemage" (mago de batalla), "Celestial" y "Druid" (druida), son los nombres escogidos para la segunda, tercera y cuarta generaciones futuras de Arc.

## Generaciones de procesadores gráficos

### Alchemist
Desarrollada con el nombre en clave "DG2", la primera generación de GPU Intel Arc (con nombre en código "Alchemist") se lanzó el 30 de marzo de 2022. Tiene factores de forma de tarjeta de expansión para equipos de escritorio y de gráficos integrados para portátiles. La empresa TSMC fabrica el die (chip o pastilla de circuito integrado) utilizando su proceso N6.
La serie Alchemist utiliza la arquitectura de GPU Intel Xe, o más concretamente, la variante Xe-HPG. También, Alchemist soporta trazado de rayos basado en hardware, XeSS o supermuestreo basado en redes neuronales (similar a DLSS de Nvidia) y DirectX 12 Ultimate, además de tener interfaz DisplayPort 2.0 (con soporte a anchos de banda de 40 Gbit/s), HDMI 2.1 y funciones de overclocking. Adicionalmente, incluye un codificador basado en aceleración por hardware de función fija para el formato de vídeo AV1, como parte del núcleo Intel Quick Sync Video.
Sin embargo, Intel Arc Alchemist no es compatible con Direct3D 9 de forma nativa, sino que recurre al wrapper (empaquetador) D3D9On12, el cual traduce las llamadas de Direct3D 9 a sus equivalentes de Direct3D 12, aunque si es compatible con OpenCL 3.0, OpenGL 4.6 y Vulkan.
Alchemist tampoco es compatible con la especificación de virtualización SR-IOV.

#### Gráficos para equipos de escritorio
| Modelo    | Lanzamiento              | Precio (USD) | Nombre clave | Proceso | Transistores (millardos) | Tamaño del chip (mm2) | Config. del núcleo             | Caché L2 | Vel. Reloj (MHz) | Tasa de relleno | Tasa de relleno | Memoria | Memoria     | Memoria               | Memoria | Memoria      | Procesamiento (TFLOPS) | Procesamiento (TFLOPS)  | Procesamiento (TFLOPS) | TDP   | Interfaz de bus |       |
| Modelo    | Lanzamiento              | Precio (USD) | Nombre clave | Proceso | Transistores (millardos) | Tamaño del chip (mm2) | Config. del núcleo             | Caché L2 | Vel. Reloj (MHz) | Píxeles (GP/s)  | Texturas (GT/s) | Tipo    | Tamaño (GB) | Ancho de banda (GB/s) | Bus     | Reloj (MT/s) | Media precisión (base) | Simple precisión (base) | Doble precisión (base) | TDP   | Interfaz de bus |       |
| Arc 3     | Arc 3                    | Arc 3        | Arc 3        | Arc 3   | Arc 3                    | Arc 3                 | Arc 3                          | Arc 3    | Arc 3            | Arc 3           | Arc 3           | Arc 3   | Arc 3       | Arc 3                 | Arc 3   | Arc 3        | Arc 3                  | Arc 3                   | Arc 3                  | Arc 3 | Arc 3           | Arc 3 |
| --------- | ------------------------ | ------------ | ------------ | ------- | ------------------------ | --------------------- | ------------------------------ | -------- | ---------------- | --------------- | --------------- | ------- | ----------- | --------------------- | ------- | ------------ | ---------------------- | ----------------------- | ---------------------- | ----- | --------------- | ----- |
| A310      | 28 de septiembre de 2022 |              | ACM-G11      | TSMC N6 | 7.2                      | 157                   | 768:32:16:6 (192:96:2:1)       | 4 MB     | 2000 2000        | 32              | 64              | GDDR6   | 4 GB        | 124                   | 64-bit  | 15500        | 6.144                  | 3.072                   | 0.768                  | 75 W  | PCIe 4.0 x8     |       |
| A380      | 14 de junio de 2022      | $139         | ACM-G11      | TSMC N6 | 7.2                      | 157                   | 1024:64:32:8 (256:128:2:1)     | 4 MB     | 2000 2050        | 64 65.6         | 128 131.2       | GDDR6   | 6 GB        | 186                   | 96-bit  | 15500        | 8.192 8.3968           | 4.096 4.1984            | 1.024 1.0496           | 75 W  | PCIe 4.0 x8     |       |
| Arc 5     |                          |              |              |         |                          |                       |                                |          |                  |                 |                 |         |             |                       |         |              |                        |                         |                        |       |                 |       |
| A580      | Q4 2022                  |              | ACM-G10      | TSMC N6 | 21.7                     | 406                   | 3072:192:96:24 (768:384:6:1)   | 8 MB     | 1700 1700        | 163.2           | 326.4           | GDDR6   | 8 GB        | 512                   | 256-bit | 16000        | 20.890                 | 10.445                  | 2.611                  | 175 W | PCIe 4.0 x16    |       |
| Arc 7     |                          |              |              |         |                          |                       |                                |          |                  |                 |                 |         |             |                       |         |              |                        |                         |                        |       |                 |       |
| A750      | 14 de octubre de 2022    | $289         | ACM-G10      | TSMC N6 | 21.7                     | 406                   | 3584:192:112:28 (887:448:7:1)  | 12 MB    | 2050 2400        | 229.6 268.8     | 393.6 460.8     | GDDR6   | 8 GB        | 512                   | 256-bit | 16000        | 29.3888 34.4064        | 14.6944 17.2032         | 3.6736 4.3008          | 225 W | PCIe 4.0 x16    |       |
| A770 8GB  | 14 de octubre de 2022    | $329         | ACM-G10      | TSMC N6 | 21.7                     | 406                   | 4096:256:128:32 (1024:512:8:1) | 16 MB    | 2100 2400        | 268.8 307.2     | 537.6 614.4     | GDDR6   | 8 GB        | 512                   | 256-bit | 16000        | 34.4064 39.3216        | 17.2032 19.6608         | 4.3008 4.9152          | 225 W | PCIe 4.0 x16    |       |
| A770 16GB | 14 de octubre de 2022    | $349         | ACM-G10      | TSMC N6 | 21.7                     | 406                   | 4096:256:128:32 (1024:512:8:1) | 16 MB    | 2100 2400        | 268.8 307.2     | 537.6 614.4     | GDDR6   | 16 GB       | 560                   | 256-bit | 17500        | 34.4064 39.3216        | 17.2032 19.6608         | 4.3008 4.9152          | 225 W | PCIe 4.0 x16    |       |

#### Gráficos para equipos portátiles
| Modelo | Lanzamiento         | Nombre clave      | Proceso | Transistores (millardos) | Tamaño del chip (mm2) | Config. del núcleo          | Caché L2 | Vel. Reloj (MHz) | Tasa de relleno | Tasa de relleno | Memoria | Memoria     | Memoria               | Memoria | Memoria      | Procesamiento (TFLOPS) | Procesamiento (TFLOPS)  | Procesamiento (TFLOPS) | TDP       | Interfaz de bus |       |       |
| Modelo | Lanzamiento         | Nombre clave      | Proceso | Transistores (millardos) | Tamaño del chip (mm2) | Config. del núcleo          | Caché L2 | Vel. Reloj (MHz) | Píxeles (GP/s)  | Texturas (GT/s) | Tipo    | Tamaño (GB) | Ancho de banda (GB/s) | Bus     | Reloj (MT/s) | Media precisión (base) | Simple precisión (base) | Doble precisión (base) | TDP       | Interfaz de bus |       |       |
| Arc 3  | Arc 3               | Arc 3             | Arc 3   | Arc 3                    | Arc 3                 | Arc 3                       | Arc 3    | Arc 3            | Arc 3           | Arc 3           | Arc 3   | Arc 3       | Arc 3                 | Arc 3   | Arc 3        | Arc 3                  | Arc 3                   | Arc 3                  | Arc 3     | Arc 3           | Arc 3 | Arc 3 |
| ------ | ------------------- | ----------------- | ------- | ------------------------ | --------------------- | --------------------------- | -------- | ---------------- | --------------- | --------------- | ------- | ----------- | --------------------- | ------- | ------------ | ---------------------- | ----------------------- | ---------------------- | --------- | --------------- | ----- | ----- |
| A350M  | 30 de marzo de 2022 | DG2-128 (ACM-G11) | TSMC N6 | 7.2                      | 157                   | 768:48:24:6 (96:96:2)       | 4 MB     | 1150 2200        | 27.6 52.8       | 55.2 105.6      | GDDR6   | 4 GB        | 112                   | 64-bit  | 14000        | 3.5328 6.7584          | 1.7664 3.3792           | 0.4416 0.8448          | 25-35 W   | PCIe 4.0 ×8     |       |       |
| A370M  | 30 de marzo de 2022 | DG2-128 (ACM-G11) | TSMC N6 | 7.2                      | 157                   | 1024:64:32:8 (128:128:2)    | 4 MB     | 1550 2050        | 49.6 65.6       | 99.2 131.2      | GDDR6   | 4 GB        | 112                   | 64-bit  | 14000        | 6.3488 8.3968          | 3.1744 4.1984           | 0.7936 1.0496          | 35-50 W   | PCIe 4.0 ×8     |       |       |
| Arc 5  |                     |                   |         |                          |                       |                             |          |                  |                 |                 |         |             |                       |         |              |                        |                         |                        |           |                 |       |       |
| A550M  | Q2 2022             | DG2-512 (ACM-G10) | TSMC N6 | 21.7                     | 406                   | 2048:128:64:16 (256:256:4)  | 8 MB     | 900 1700         | 57.6 108.8      | 115.2 217.6     | GDDR6   | 8 GB        | 224                   | 128-bit | 14000        | 7.3728 13.9264         | 3.6864 6.9632           | 0.9216 1.7408          | 60-80 W   | PCIe 4.0 ×16    |       |       |
| Arc 7  |                     |                   |         |                          |                       |                             |          |                  |                 |                 |         |             |                       |         |              |                        |                         |                        |           |                 |       |       |
| A730M  | Q2 2022             | DG2-512 (ACM-G10) | TSMC N6 | 21.7                     | 406                   | 3072:192:96:24 (384:384:6)  | 12 MB    | 1100 2050        | 105.6 196.8     | 211.2 393.6     | GDDR6   | 12 GB       | 336                   | 192-bit | 14000        | 13.5168 25.1904        | 6.7584 12.5952          | 1.6896 3.1488          | 80-120 W  | PCIe 4.0 ×16    |       |       |
| A770M  | Q2 2022             | DG2-512 (ACM-G10) | TSMC N6 | 21.7                     | 406                   | 4096:256:128:32 (512:512:8) | 16 MB    | 1650 2050        | 211.2 262.4     | 422.4 524.8     | GDDR6   | 16 GB       | 512                   | 256-bit | 16000        | 27.0336 33.5872        | 13.5168 16.7936         | 3.3792 4.1984          | 120-150 W | PCIe 4.0 ×16    |       |       |

#### Gráficos para estaciones de trabajo
| A30M (Mobile) | 8 de agosto de 2022 | DG2-128 (ACM-G11) | TSMC N6 | 7.2 | 157 | 1024:64:16:8 (128:128:2) | 1 MB | 1500 2000 | 24 32 | 96 192 | GDDR6 | 4 GB | 112 | 64-bit | 14000 | ? | 0.525 3.500 | ? | 50 W | PCIe 4.0 x8 |
| A40           | 8 de agosto de 2022 | DG2-128 (ACM-G11) | TSMC N6 | 7.2 | 157 | 1024:64:16:8 (128:128:2) | 1 MB | 1500 2000 | 24 32 | 96 192 | GDDR6 | 6 GB | 192 | 96-bit | 16000 | ? | 0.525 3.500 | ? | 50 W | PCIe 4.0 x8 |
| A50           | 8 de agosto de 2022 | DG2-128 (ACM-G11) | TSMC N6 | 7.2 | 157 | 1024:64:16:8 (128:128:2) | 1 MB | 1500 2000 | 24 32 | 96 192 | GDDR6 | 6 GB | 192 | 96-bit | 16000 | ? | 0.720 4.800 | ? | 75 W | PCIe 4.0 x8 |

### Generaciones futuras
Intel reveló algunas de las futuras generaciones de GPU Intel Arc en desarrollo: "Battlemage" (basado en Xe2 ), "Celestial" (basado en Xe3 ) y "Druid". Se espera que Battlemage suceda a Alchemist.
Intel también indicó que la arquitectura Meteor Lake y las generaciones posteriores de SoC de CPU llevarán una GPU Intel Arc integrada.

## Intel XeSS
Intel XeSS es una tecnología de software interpolación de imágenes de aprendizaje profundo en tiempo real desarrollada principalmente para su uso en videojuegos como competidor de las tecnologías DLSS de Nvidia y FSR de AMD. Además, XeSS no se limita a las tarjetas gráficas de Intel; puede utilizar instrucciones XMX exclusivas de las tarjetas gráficas Intel Arc, pero recurrirá a las instrucciones DP4a en las GPU de la competencia que sean compatibles con dichas instrucciones. XeSS usa 64 muestras por píxel en comparación con las 16 muestras por píxel de Nvidia DLSS (imágenes de referencia de 16K).

## Problemas

### Controladores
El rendimiento de las GPU Intel Arc se ha visto afectado por el mal soporte de los controladores, particularmente durante el periodo tras su lanzamiento. Una investigación realizada por Gamers Nexus descubrió 43 problemas de controladores conocidos con las GPU Arc, lo que provocó una respuesta y el reconocimiento de los problemas por parte de los desarrolladores de Intel. El CEO de Intel, Pat Gelsinger, también culpó a los problemas en los controladores como una de las razones del retraso en el lanzamiento de Arc.
Intel también proporciona un controlador de código abierto para Linux.

### Compatibilidad con DirectX 9
Oficialmente, Intel Arc solo es compatible con las API de DirectX 11, DirectX 12 y Vulkan para ejecutar videojuegos. Como resultado, las GPU Arc funcionan peor en aquellos juegos más antiguos que se basan exclusivamente en DirectX 9, como CS:GO, League of Legends y StarCraft II, en comparación con GPU similares de Nvidia y AMD. También hay una brecha de rendimiento entre DirectX 11 y DirectX 12.
Una actualización del controlador de diciembre de 2022 mejoró la compatibilidad y el rendimiento de Arc con juegos basados en DirectX 9. Según Intel, la actualización del controlador hizo que las GPU Arc fueran hasta 1,8 veces más rápidas en los juegos DirectX 9.
Otra actualización del controlador de febrero de 2023 mejoró aún más el rendimiento de Intel Arc en juegos basados en DX9.